# ۳۲۱ (قمری)
۳۲۱ (قمری)، سیصد و بیست و یکمین سال در گاهشماری هجری قمری است. اول محرم این سال برابر با ششم ژانویه سال ۹۳۳ میلادی است.